# ليه مولر
ليه مولر (بالإنجليزية: Les Mueller)‏ هو لاعب كرة قاعدة أمريكي، ولد في 4 مارس 1919 في بلفيل في الولايات المتحدة، وتوفي بنفس المكان في 25 أكتوبر 2012.

## وصلات خارجية
- ليه مولر على موقعبيزبول رفرنس.كوم (الدوري الرئيسي) (الإنجليزية)